# Тактакишвили, Михаил Иванович
Михаил Иванович Тактакишвили (груз. მიხეილ ივანეს ძე თაქთაქიშვილი, 1872, Квемо-Хвити, Горийский уезд — 28 сентября 1954) — грузинский и советский учёный в области химии и педагог.

## Биография

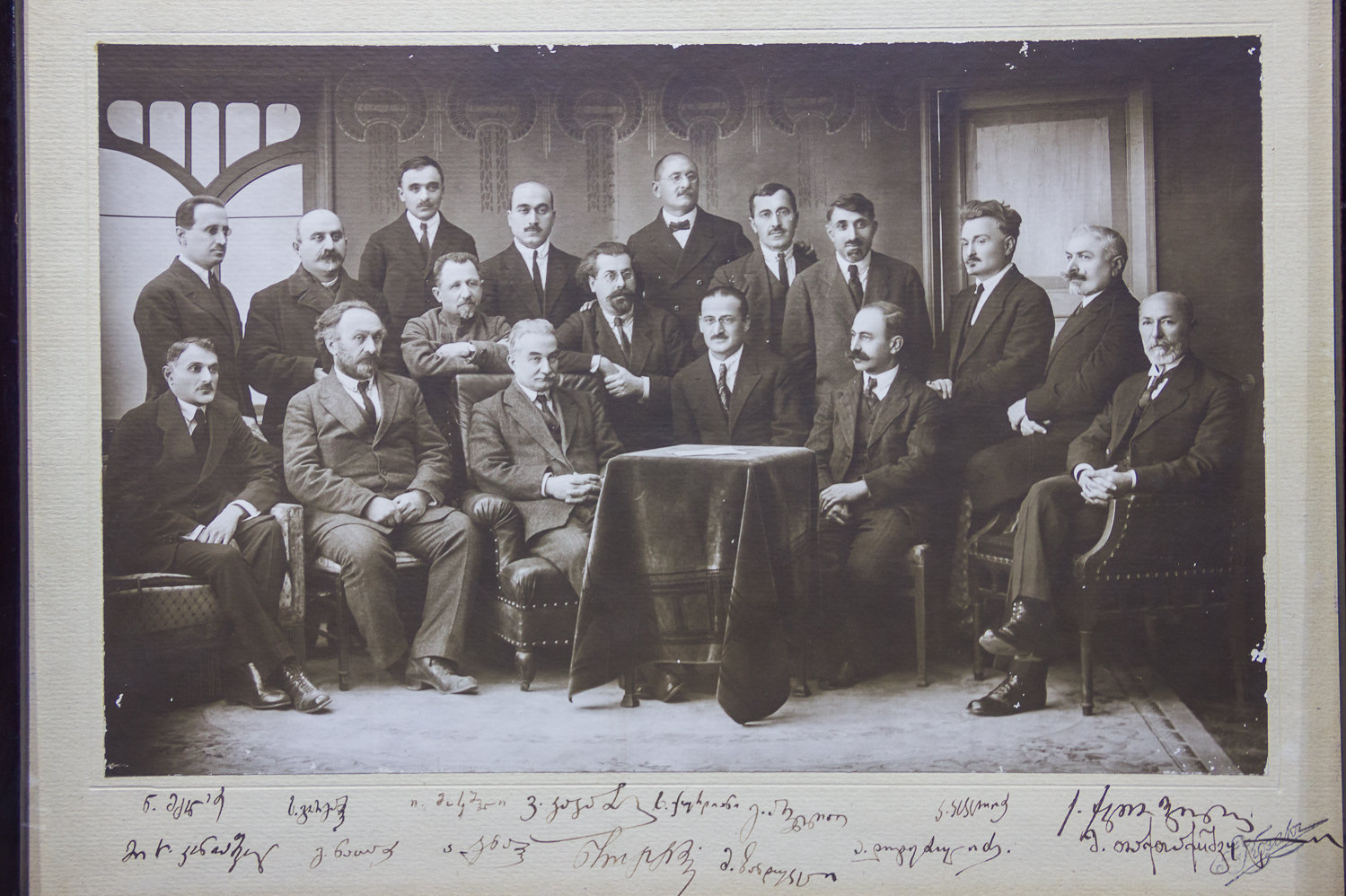
1918. Группа профессоров — основателей Тбилисского университета. Тактакишвили сидит крайний справа. В первом ряду третий слева — Иване Джавахишвили

После окончания 1-й мужской гимназии в Тифлисе поступил на физико-математический факультет Императорского Новороссийского университета в Одессе, окончил полный курс в 1895 году.
В 1895 году вернулся в Грузию и начал преподавать в Воскресной школе для взрослых. Затем он был направлен в мужскую и женскую гимназии в Елизаветополе, Азербайджан, где преподавал математику и физику в течение семи лет. В то же время он был руководителем Гянджинской метеорологической станции и корреспондентом Тифлисской физической обсерватории. В 1903 году его пригласили преподавать математику в Тифлисское коммерческое училище; В 1905 году Совет по образованию Бакинского коммерческого училища избрал его инспектором этой школы, а год спустя её директором. В течение 11 лет он служил воспитанию бакинской молодежи, непосредственно участвовал в строительстве специального здания для коммерческой школы в Баку. Под его руководством в Баку был создан филиал Общества распространения грамотности среди грузин. Он также возглавлял правление Бакинского драматического кружка.
В 1916 году получил приглашение на должность директора Кутаисского коммерческого училища.
В 1921 году, после советизации Грузии, был назначен руководителем высших учебных заведений Народного комиссариата образования и отвечал за профессиональное образование; В 1925 году возглавил первые курсы по бухгалтерскому учёту и в то же время работал заведующим кафедрой в Сельскохозяйственном училище Народного комиссариата сельского хозяйства. При его непосредственном участии была создана сельскохозяйственная и промышленная техника; Читал лекции по математике в ряде вузов.